# Baconia jubaris
Baconia jubaris är en skalbaggsart som beskrevs av Lewis 1901. Baconia jubaris ingår i släktet Baconia och familjen stumpbaggar. Inga underarter finns listade i Catalogue of Life.